# دريقة خطية الأوراق
دريقة خطية الأوراق (الاسم العلمي:Aspidistra linearifolia) هي نوع من النباتات تتبع جنس الدريقة من الفصيلة الهليونية. تم وصف هذا النوع من النبات علمياً لأول مرة من قبل يو وان وتشنغ تشيو هيوانغ سنة 1987.